# Grosbous

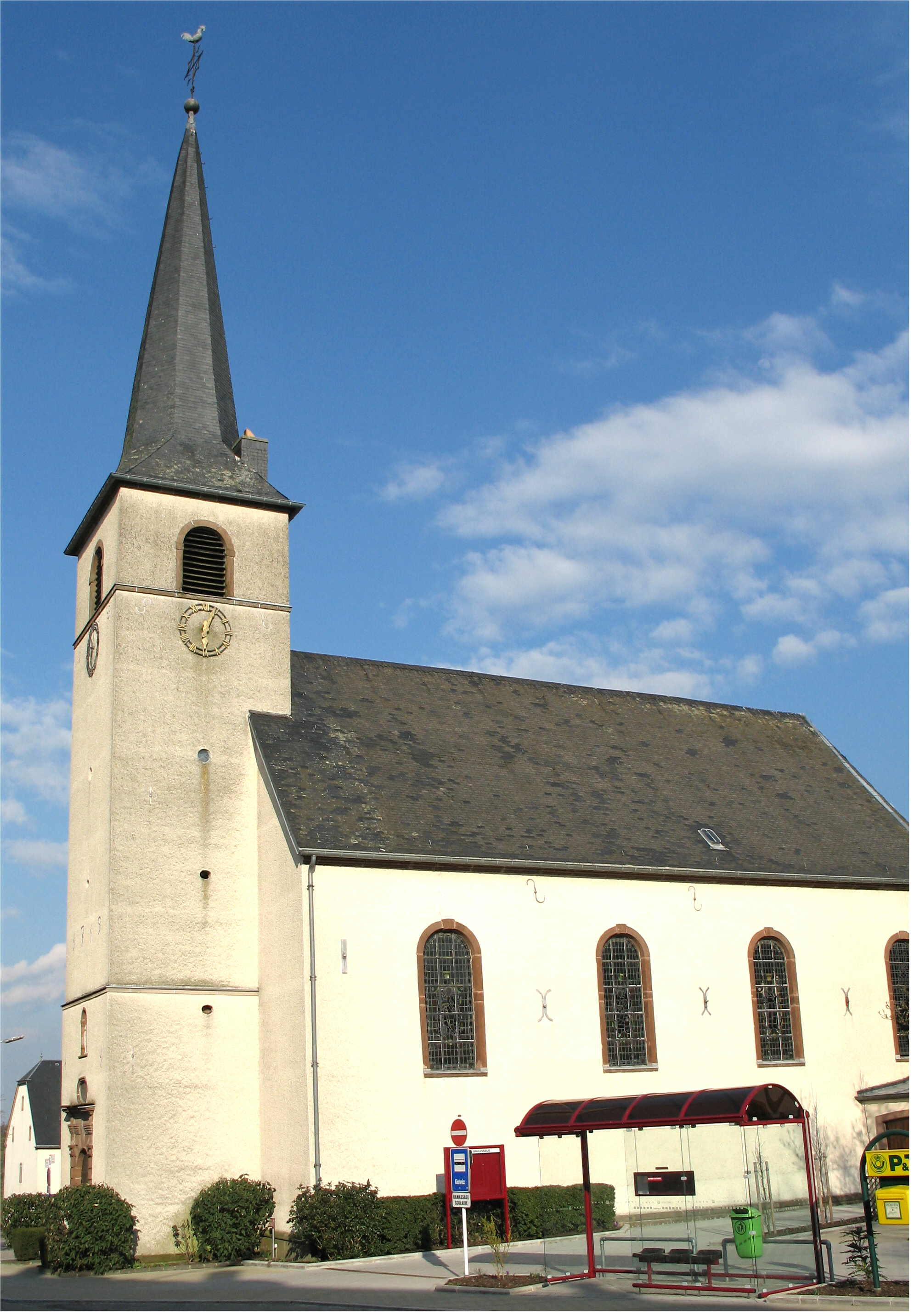
Kerk van Grosbous

Grosbous (Luxemburgs: Groussbus) is een plaats en voormalige gemeente in het Luxemburgse Kanton Redange. Op 1 januari 2023 fuseerde de gemeente met Wahl tot de gemeente Groussbus-Wal.
De gemeente had een totale oppervlakte van 20,11 km² en telde 1.054 inwoners op 1 januari 2018.

## Evolutie van het inwoneraantal
| Jaar                              | 2001 | 2002 | 2003 | 2004 | 2005 |
| --------------------------------- | ---- | ---- | ---- | ---- | ---- |
| Inwoneraantal                     | 727  | 735  | 725  | 719  | 772  |
| Opmerking: tellingen op 1 januari |      |      |      |      |      |